# Kónya Péter (történész)
Kónya Péter (Eperjes, 1966. augusztus 20. –) szlovákiai magyar történész, egyetemi oktató, 2015. augusztus 1-től az Eperjesi Egyetem rektora.

## Élete
Általános és középiskolai tanulmányait szülővárosában végezte, 1990-ben a Pavol Jozef Šafárik Egyetem eperjesi kihelyezett tagozatán szerzett történelem-orosz szakos tanári oklevelet. 1993-tól az egyetem adjunktusa, 2000-ben szerzett PhD címet a Comenius Egyetem Bölcsészettudományi Karán. 2001-től az Eperjesi Egyetem docense, 2002-től professzora és 2005-től a Középkori és Koraújkori Történeti Tanszék vezetője. 2003 és 2007 között az egyetem fejlesztéséért felelős dékánhelyettes, 2007-től rektorhelyettes. 2015-től az intézmény rektora. 2016-ban a Debreceni Egyetem díszdoktorává avatta.
Kutatási területe a középkori várostörténet, valamint az egykori Sáros vármegye és Eperjes története. Foglalkozik továbbá a Habsburg-ellenes felkelésekkel és annak hatásaival a felvidéki szabad királyi városokra. Tevékenységével nagyban hozzájárult az Eperjesi Egyetem gyors fejlődéséhez és a nemzetközi kapcsolatok kiépítéséhez.

## Tagságai
- Magyar Történelmi Társulat
- a Szlovák Tudományos Akadémia mellett működő Történelmi Társulat
- Független Írók Klubja

## Elismerései
- 2011 Szlovák Történelmi Társaság díja
- 2014 A Selye János Egyetem ezüstérme
- 2015 Az Eperjesi Egyetem ezüstérme
- 2015 Az egri Eszterházy Károly Főiskola aranyérme
- 2017 A Selye János Egyetem aranyérme
- 2018 Szent Cirill és Metód-érem
- 2025 A Magyar Érdemrend lovagkeresztje[6]

## Főbb művei
- Az Eperjesi Vértörvényszék, 1687. Budapest, 1994, 138 o.
- Stručné dejiny prešovských Židov (Az eperjesi zsidóság rövid története). Eperjes 1995, 120 o. (társszerző Dezider Landa)
- Dejiny Podkarpatska do roku 1918 (Kárpátalja története 1918-ig) a Zakarpatsko (Kárpátalja) kötetben. Pozsony 1995, 82–118. o.
- Peter Kónya–Emrich Michnovič: Dejiny Hencoviec; Obecný úrad, Hencovce, 2006
- Sáros megyei diákok az európai egyetemeken 1387–1918. Budapest 2012, 410 o. (társszerző Szögi László)
- Szlovák reformátusok a 16–18. században. Sárospatak, 2013, 195 o. (társszerző Kónya Annamária)
- Az Eperjesi Kollégium felsőfokú hallgatói. Študenti vyšších tried Prešovského kolégia 1667–1850. Budapest 2015, 502 o. (társszerző Durovics Alex)
- 2023 Imrich Thököly a jeho povstanie